# 国見神代小路歴史文化公園鍋島邸

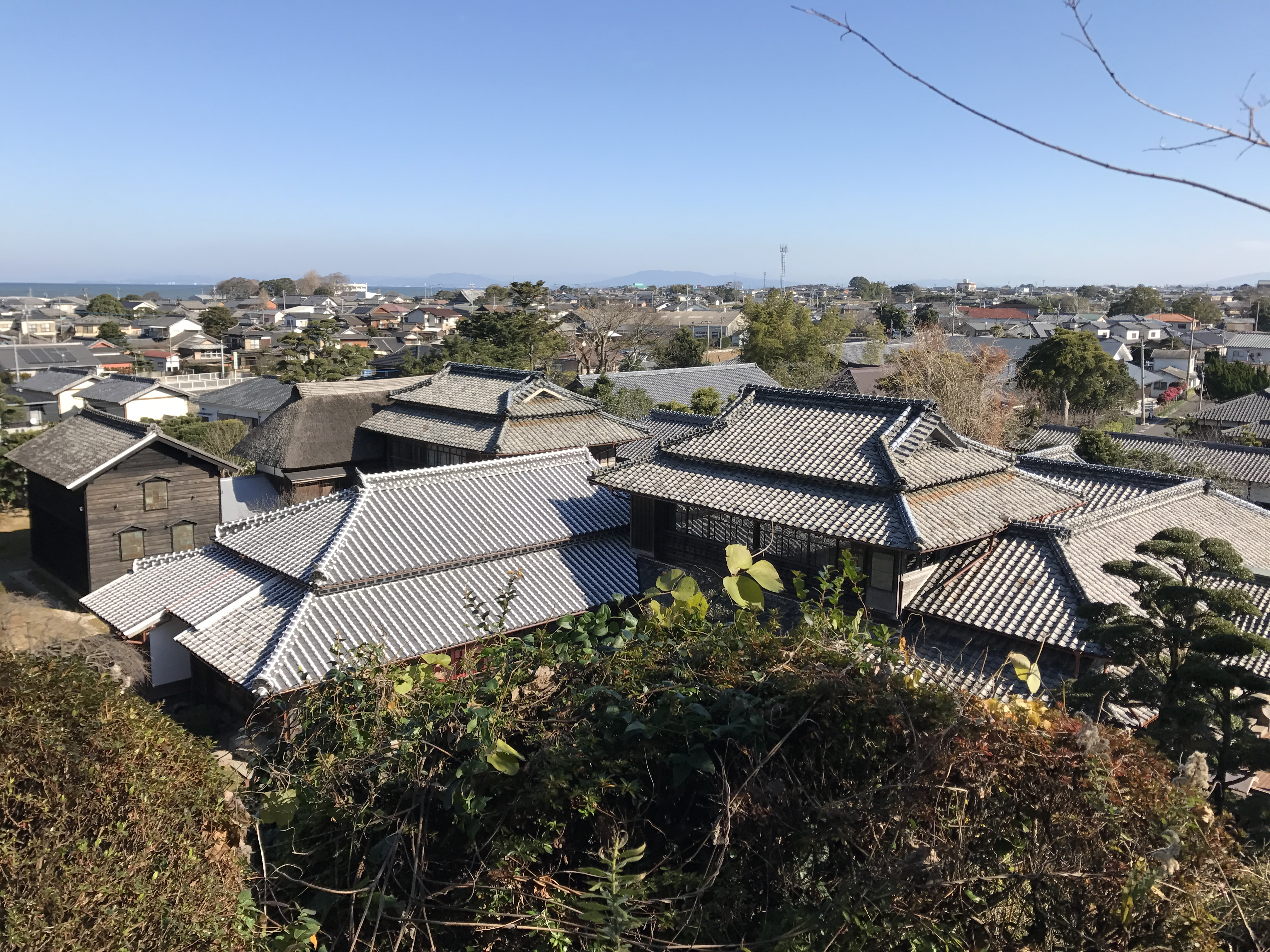
南西より見る。主屋玄関部（手前右端）、主屋客間部（手前中央）、御座敷（手前左）、主屋居間部（御座敷背後の瓦屋根）、隠居棟（その背後の茅葺屋根）、土蔵（左端の切妻屋根）

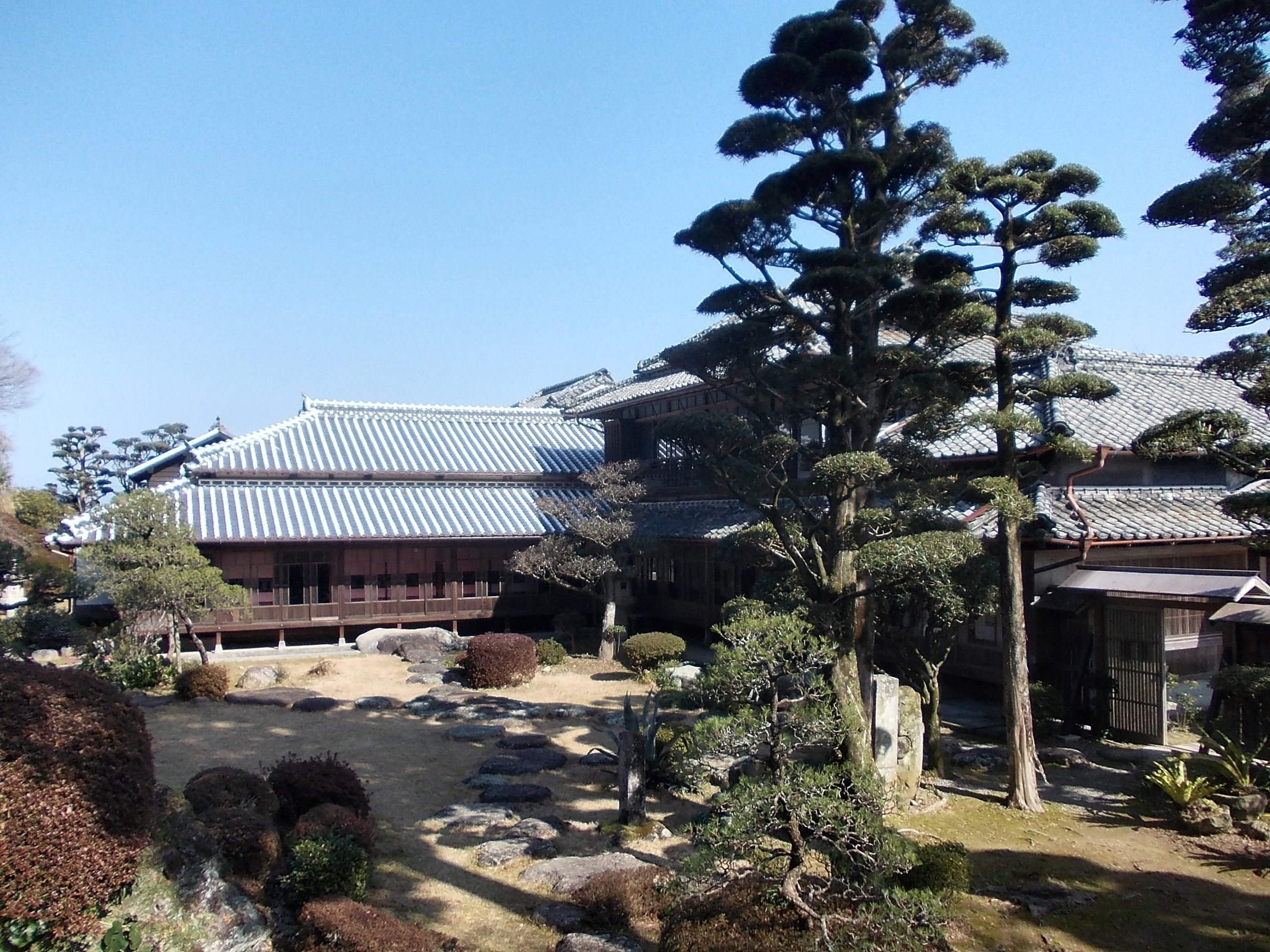
国見神代小路歴史文化公園鍋島邸の庭園

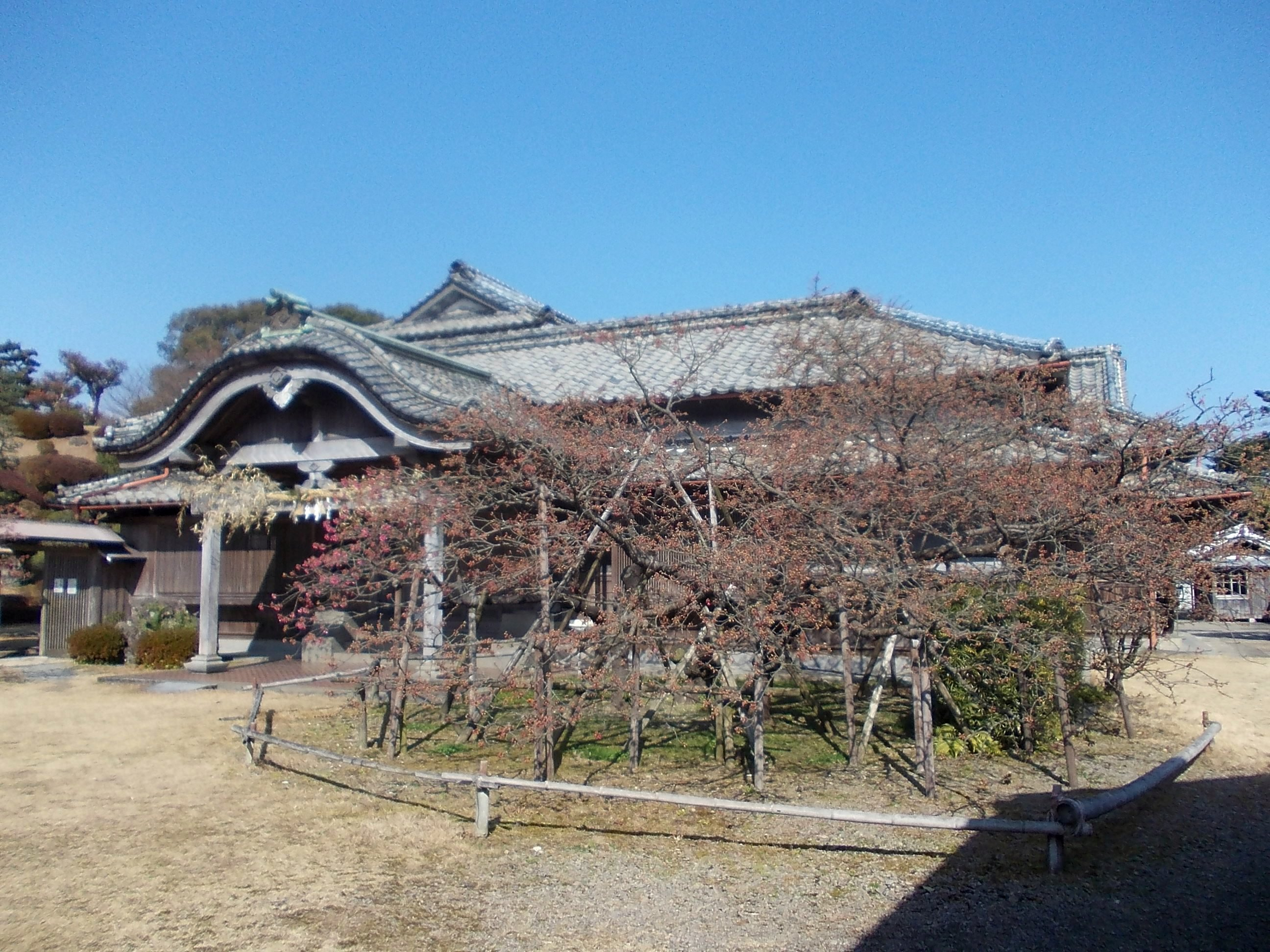
ヒカンザクラの大木

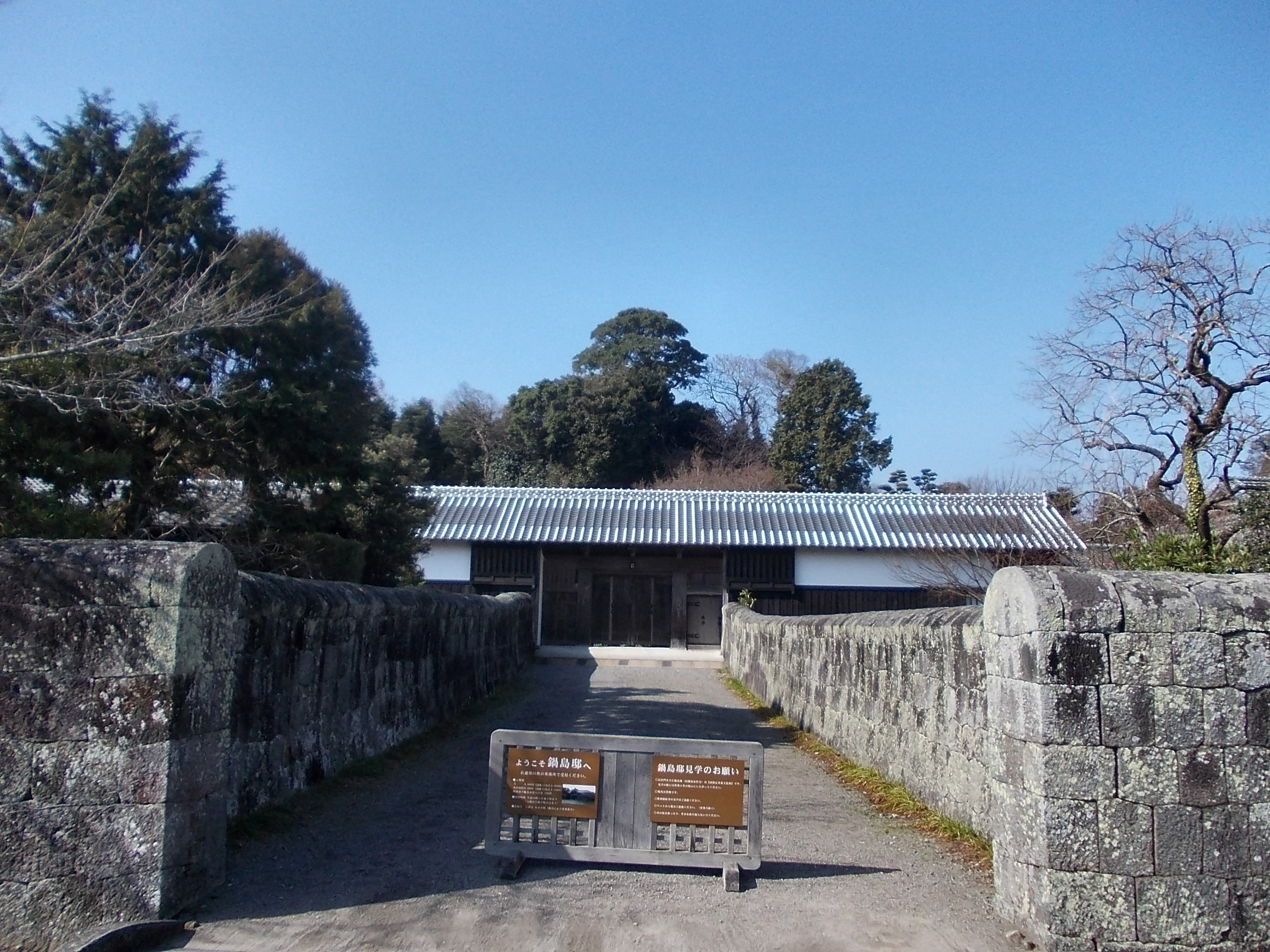
正面入口の石塀と長屋門

国見神代小路歴史文化公園鍋島邸（くにみこうじろくうじれきしぶんかこうえんなべしまてい）は長崎県雲仙市国見町神代丙（旧肥前国高来郡神代）にある歴史的建造物で、佐賀藩神代領の領主鍋島氏の陣屋跡に建てられた邸宅である。
現在は庭園部分が有料で一般公開されている。
当邸宅を含む神代小路の旧武家町約9.8ヘクタールは、2005年（平成17年）に「国見町神代小路伝統的建造物群保存地区」の名称で重要伝統的建造物群保存地区として選定された。また、2007年（平成19年）には当邸宅の主屋など5棟が「旧鍋島家住宅 5棟」として国の重要文化財に指定された。

## 概要
1608年（慶長13年）に神代領主となった鍋島信房以来、神代鍋島家が当地を支配してきた。現在の神代小路は17世紀後半に4代領主鍋島嵩就により武家地として整備されたもので、その北西に陣屋が築かれた。
陣屋跡は廃藩置県の後も引き続き神代鍋島家の所有となっていたが、2004年（平成16年）10月に東京在住の同家当主より当時の南高来郡国見町が敷地（約9,400平方メートル）を購入し、建物を無償で譲り受けた。その後、翌年10月に国見町を含む7町の新設合併で発足した雲仙市が引き継いで所有管理している。
庭園にはヒカンザクラの大木があり、例年2月頃の開花時期には観光客で賑わう。

## 文化財等
重要文化財
- 旧鍋島家住宅 5棟
  - 主屋 - 1930年（昭和5年）建築、木造一部2階建て。炊事場や女中部屋のある家政部、玄関部、客間部、居間部の4つの部分からなり、これらを「コ」の字形に配し、これらに囲まれた中央部に細長い池を配した平面構成が特徴的である。正面玄関の車寄は寺院風の唐破風を見せた意匠とする。以下の付属建物群とともに、往時の屋敷構えを良好に残し、九州における近代和風住宅の秀作として貴重である[1]。
  - 御座敷 - 明治時代中期の建築[1]。
  - 隠居棟 - 江戸時代後期の建築[1]。
  - 土蔵 - 明治時代後期の建築[1]。
  - 長屋門 - 江戸時代末期の建築[1]。

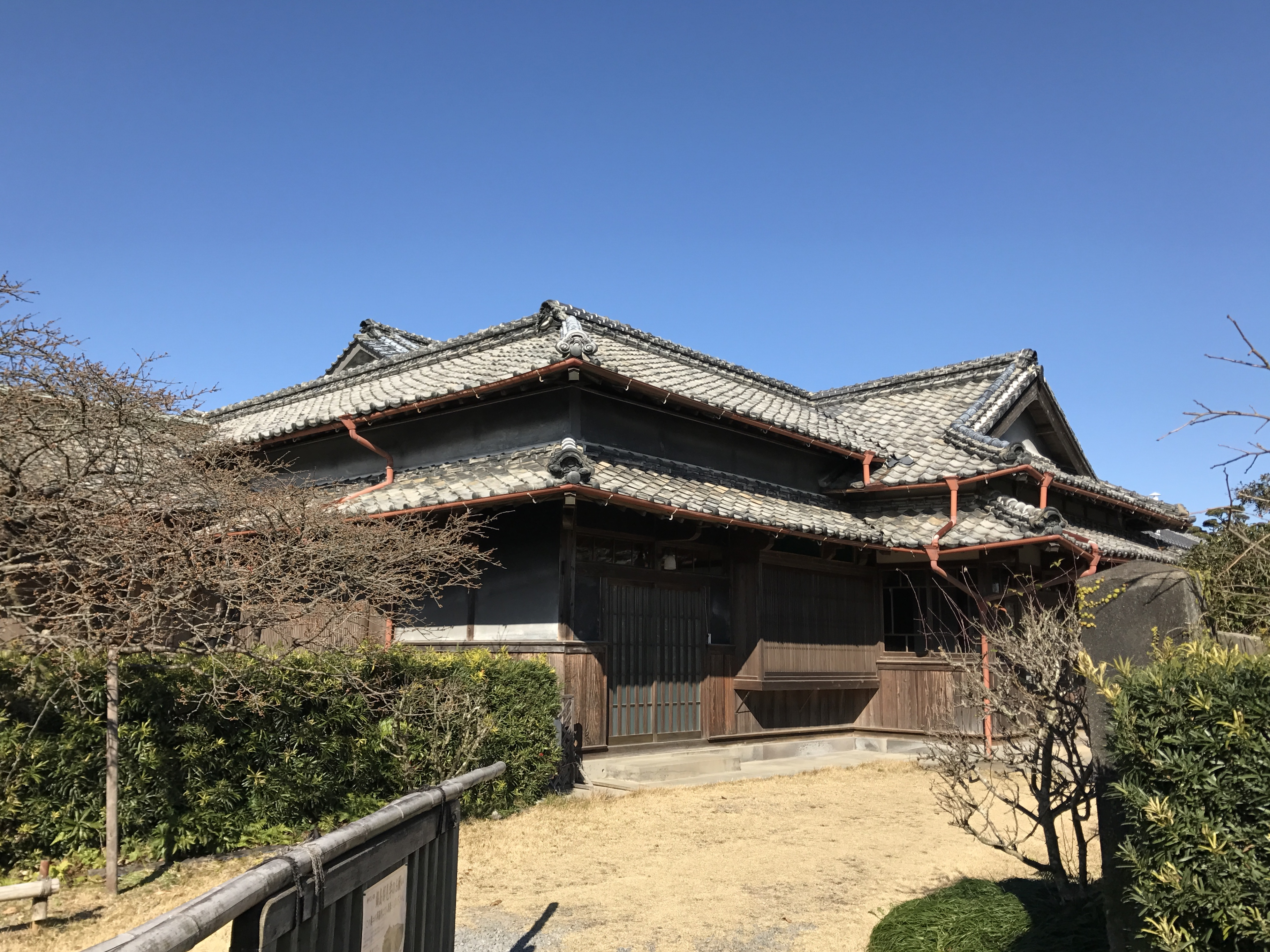
主屋の内玄関（南東より望む）
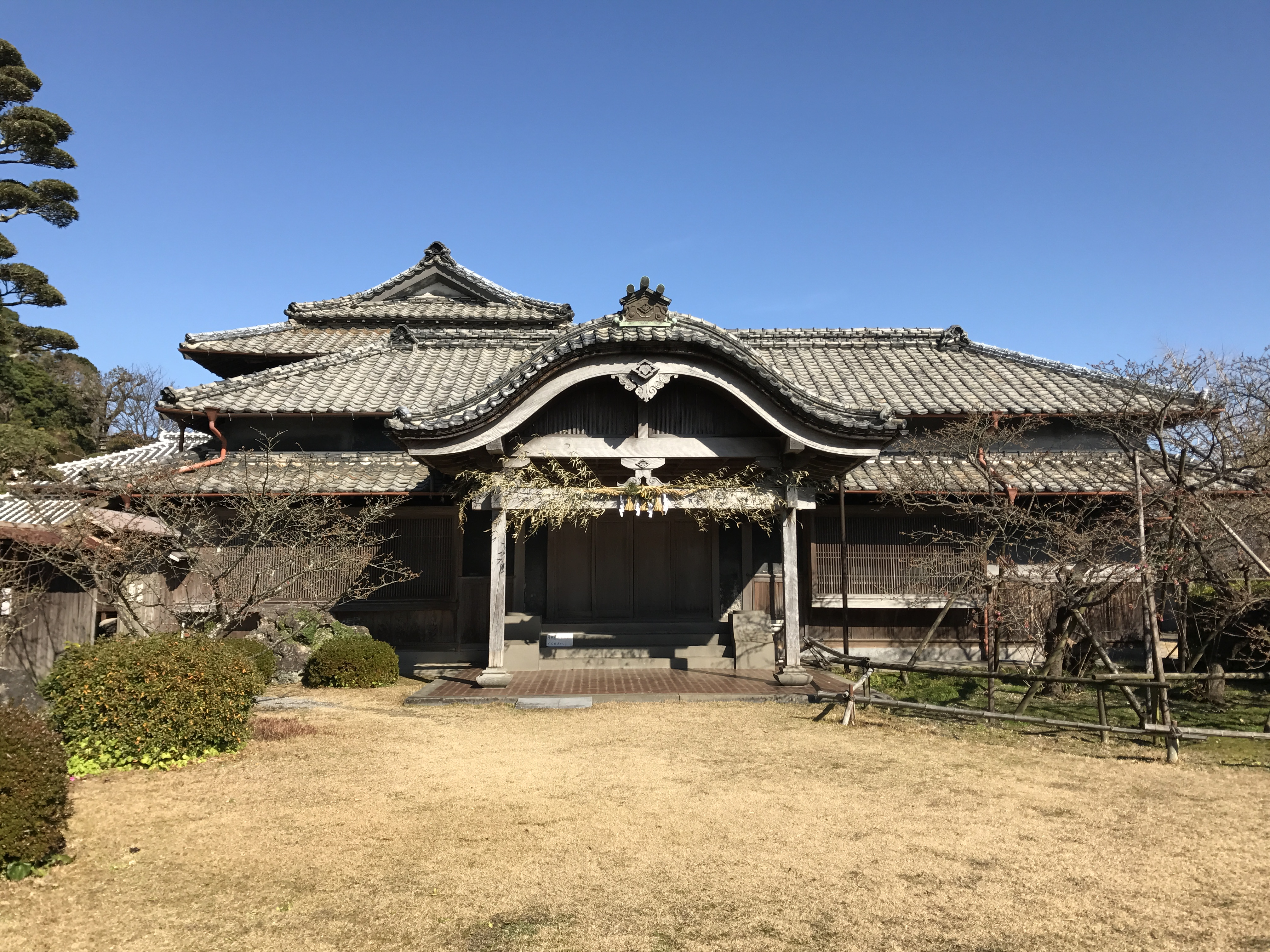
主屋玄関（南より望む）
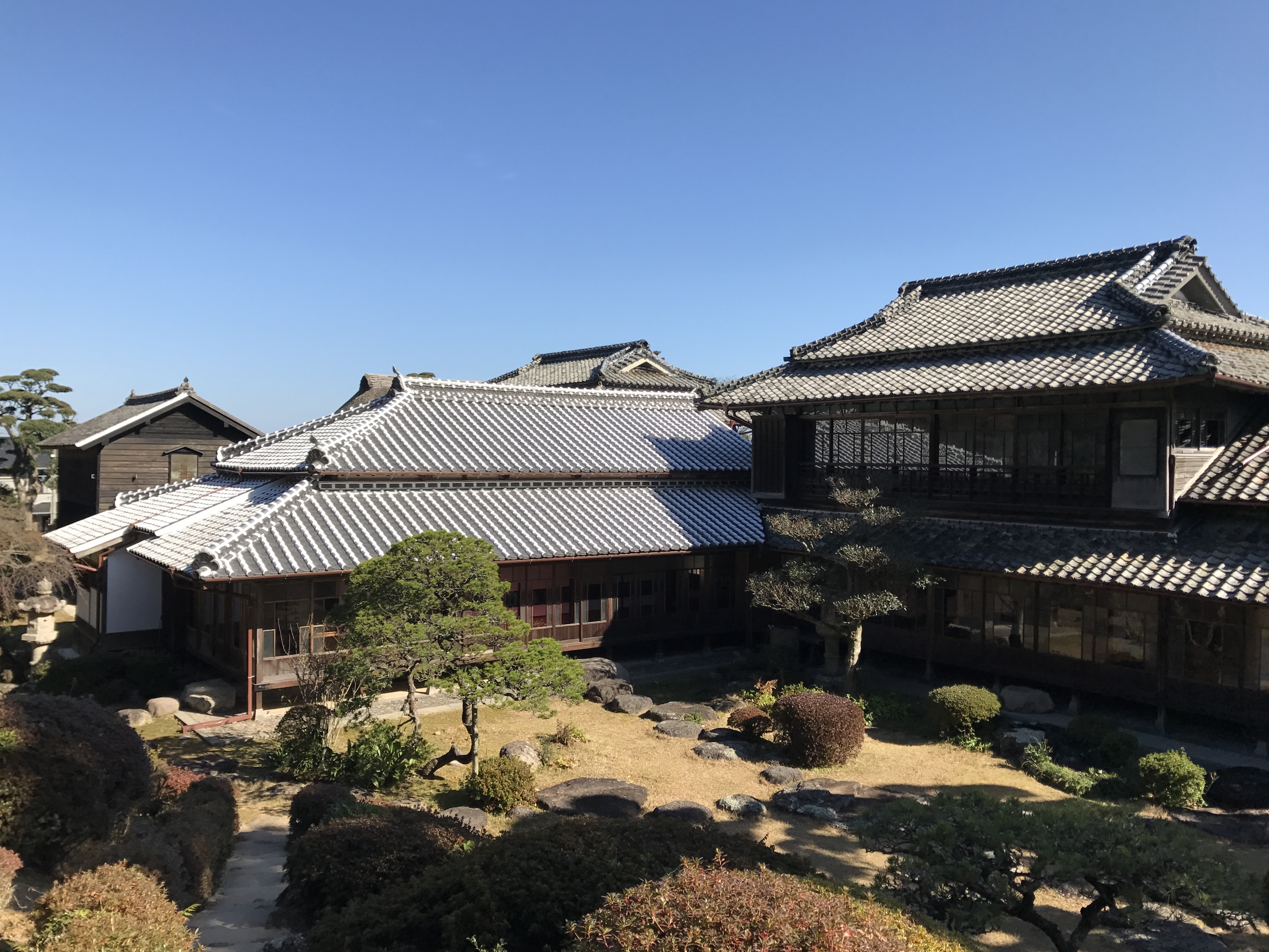
主屋客間部（右）、御座敷（左）
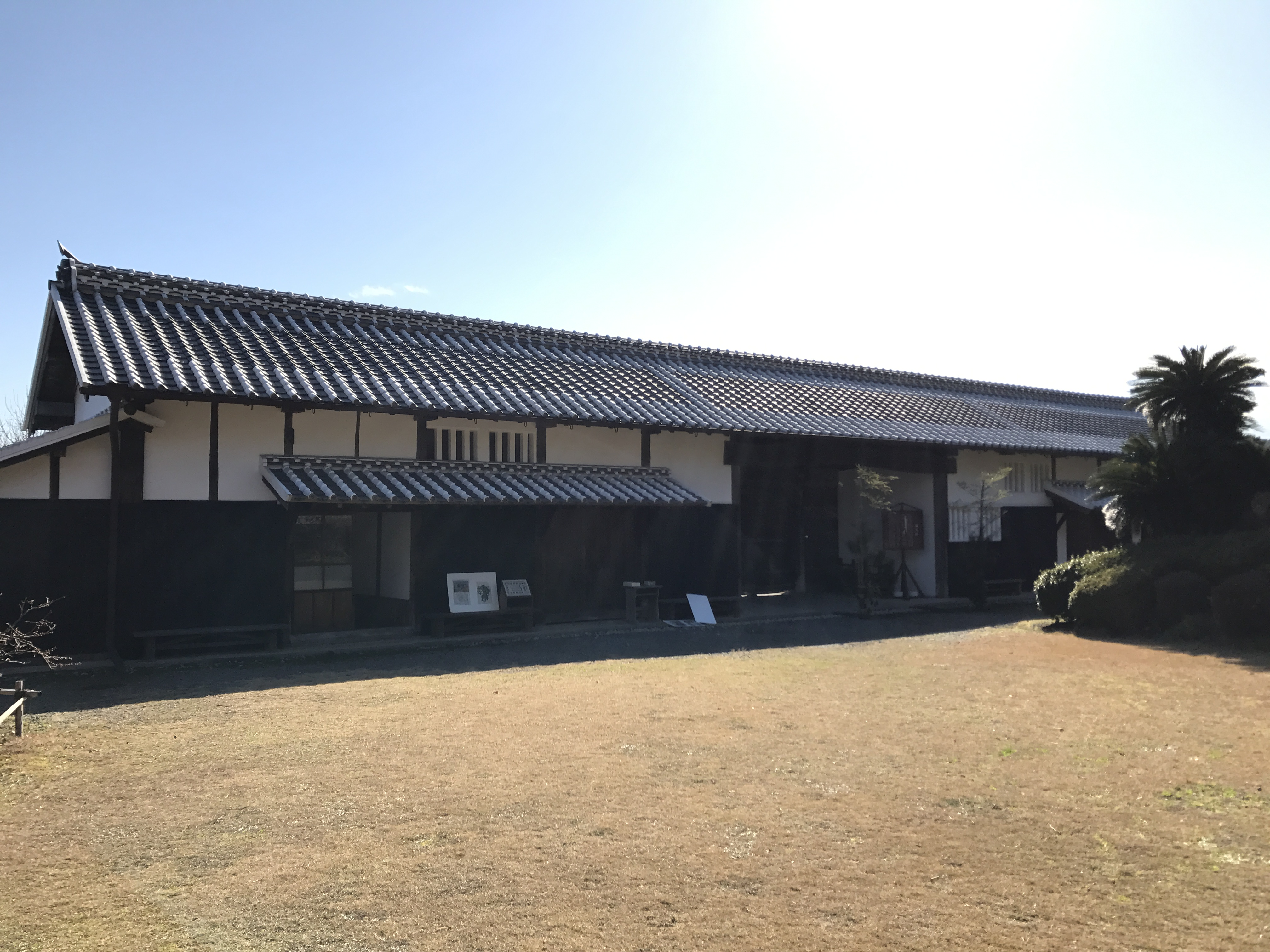
長屋門

## 入場時間・料金
- 時間：10:00 - 17:00（入場16:30まで）
- 休日：毎週月曜日（2月は休日なし）
- 料金：大人300円（15人以上の団体は100円引）、小中高生200円（団体は50円引）、障害者手帳所持者130円

## 所在地
- 長崎県雲仙市国見町神代丙103番地1

## 交通
- 島原鉄道神代駅より徒歩5分。